# 이윤근

## 생애

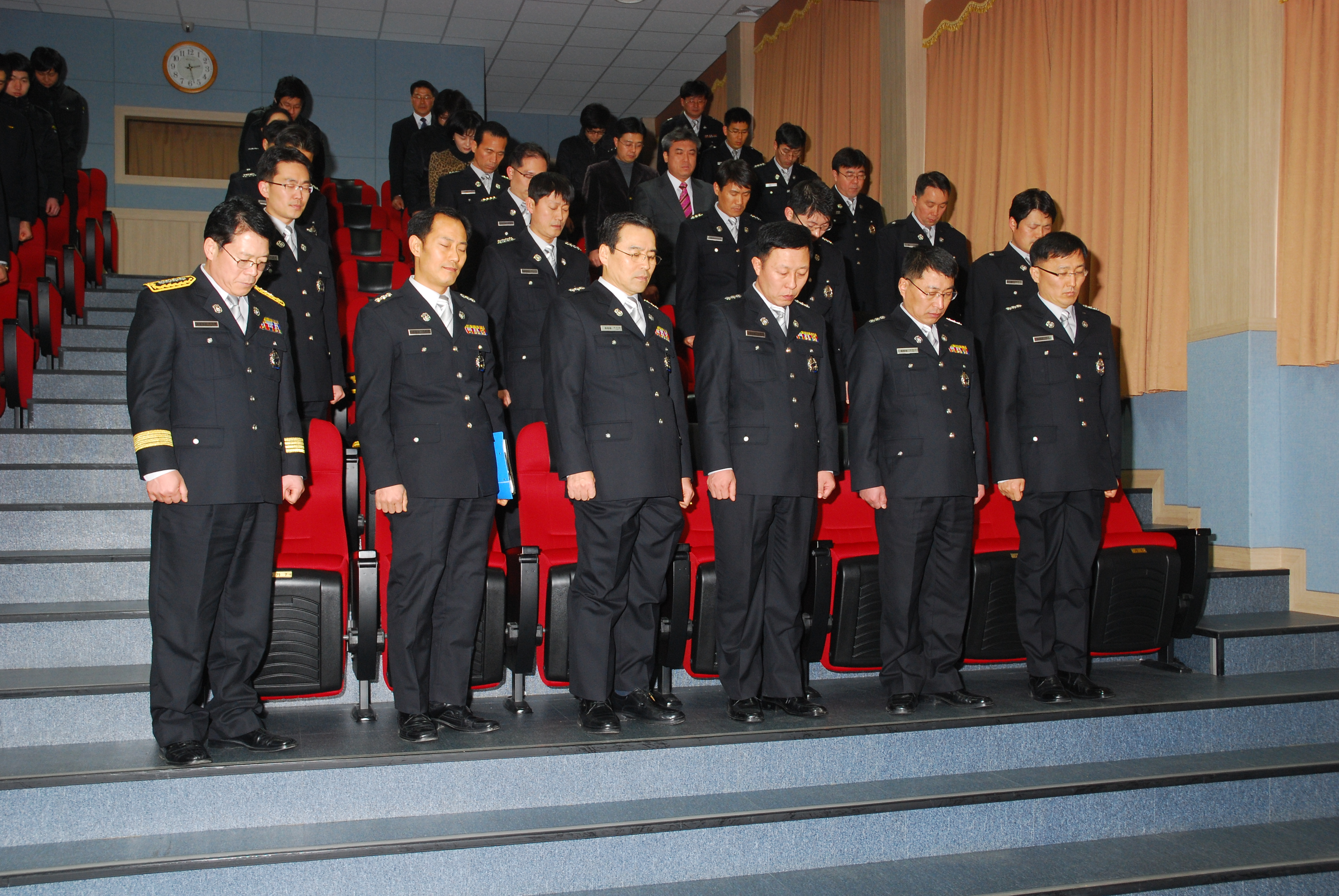
제22대 권순경 중앙소방학교장 취임식(맨앞줄 오른쪽에서 두번째)

이윤근은 대한민국의 전직 소방공무원이자, 제21대 국회의원 오영환 의원의 정책 보좌관으로 활동하였던 인물이다. 그는 중앙소방학교, 대한민국 소방청 등 국가소방조직에서 정책과장과 기획감찰계장 등 핵심 보직을 역임하며 오랜 기간 소방 정책 수립과 조직 운영에 관여한 바 있다. 특히 조종묵 전 소방청장의 재직 시절에는 청장 직속의 정책 기획 라인에서 중요한 역할을 수행하였다.
이윤근은 구조·구급 분야보다는 정책·감찰 분야에서 경력을 쌓아온 관리형 인사로, 조직 내에서는 강한 정책 추진력과 내부 네트워크를 가진 인물로 알려져 있다. 그는 특히 정책과장 재직 당시, 소방청의 중장기 계획 수립, 조직개편안 검토, 예산 편성 업무를 총괄하며 다수의 주요 정책 자료 초안을 작성하거나 실무를 조율한 바 있다. 기획감찰계장으로 전보된 이후에는 조직 내부의 감찰 및 청렴도 관리, 인사 검토, 상벌 제도 운영 등 예민한 사안에 대한 판단을 담당하며 강한 신뢰를 구축했다.
그러나 이러한 조직 내 영향력과는 별개로, 그는 소방청 내부에서 발생한 고위 간부 간 분쟁에 연루된 바 있다. 세이프투데이 등 일부 보도에 따르면, 이윤근은 박두석, 김일수 등 당시 소방청 고위 간부들과 함께 인사 및 감찰 문제를 둘러싼 법적 갈등에 당사자로 언급되었으며, 이 과정에서 각자의 책임소재와 권한 행사에 대한 내부 이견이 외부에 노출되었다. 해당 소송은 소방청 내부의 긴장 관계와 고위직 간 권력 다툼의 일면을 드러낸 사례로 해석되기도 하였다. 다만 구체적인 소송의 내용이나 결과는 공개적으로 보도되지 않았다.
소방청 퇴직 이후에는 국회로 자리를 옮겨 오영환 의원의 보좌관으로 활동하게 되었다. 오영환 의원은 21대 국회에 더불어민주당 비례대표 후보로 출마하여 당선된 소방공무원 출신의 초선 정치인으로, 당시 오 의원이 초선 의원임에도 불구하고 이윤근 전 정책과장을 직접 보좌관으로 영입한 사실은 정치권 안팎에서 주목을 받았다. 이와 관련해, 일부 언론과 칼럼에서는 전직 상관과 부하의 관계가 그대로 이어진 것이라는 해석과 함께, 일반적으로 국회 보좌관직이 정치 보좌 및 입법 경험을 중시하는 데 반해 행정 관료 출신의 내부 인사를 영입한 점에 대한 이례성과 한계를 지적한 바 있다. 그러나 일각에서는 오히려 소방 정책 전문성과 행정 경험을 가진 인물이 국회에 입성함으로써, 보다 실무 기반의 정책 추진이 가능해졌다는 긍정적 평가도 존재한다.
이윤근은 의원실 내에서 소방청 관련 정책 자문, 법안 기획, 대정부 질의 준비 등의 실무를 전담하였으며, 특히 화재안전 및 공사장 안전 관련 법 개정안 발의에 기여한 것으로 알려져 있다. 오영환 의원이 2020년 발의한 '화재예방, 소방시설 설치 및 안전관리에 관한 법률' 개정안은 공사장에도 소방안전관리자를 의무 배치하는 내용을 담고 있으며, 이는 2008년과 2020년에 발생한 이천 냉동창고 화재 사건 이후 현실적인 대응 방안으로 입법된 것이다. 이러한 정책 추진 과정에서 이윤근 보좌관은 관련 조항의 설계, 입법 취지 정리, 현장 의견 수렴 등 다방면에서 실질적 기여를 한 것으로 전해진다.
또한 그는 이태원 참사 이후 진행된 국정조사에서도 실무적 역할을 맡아, 현장에 출동한 구조대원의 증인 채택을 조율하고, 재난 대응 체계의 구조적 문제를 입법에 반영하기 위한 후속조치를 기획하는 데 관여하였다. 이와 같은 활동을 통해 그는 현장과 제도의 간극을 줄이기 위한 실천적 정책 보좌를 수행하고 있다.
한편, 이윤근의 의원실 보좌관 임용을 둘러싸고 “소방조직 내 인맥 위주의 내부 채용”이라는 비판도 일부 제기된 바 있다. 특히, 초선 의원이 전직 상관급 인물을 보좌관으로 영입하는 사례는 드물기 때문에, 정치적 전문성보다는 조직 기반의 내부 동맹을 중시한 인사라는 평가도 존재했다. 그러나 이와 반대로, 오히려 오랜 기간 실무를 경험한 인사가 정책 설계에 직접 관여함으로써 소방 조직의 현실을 제도화하는 데 기여했다는 시각도 병존한다.